# Harfa Boża

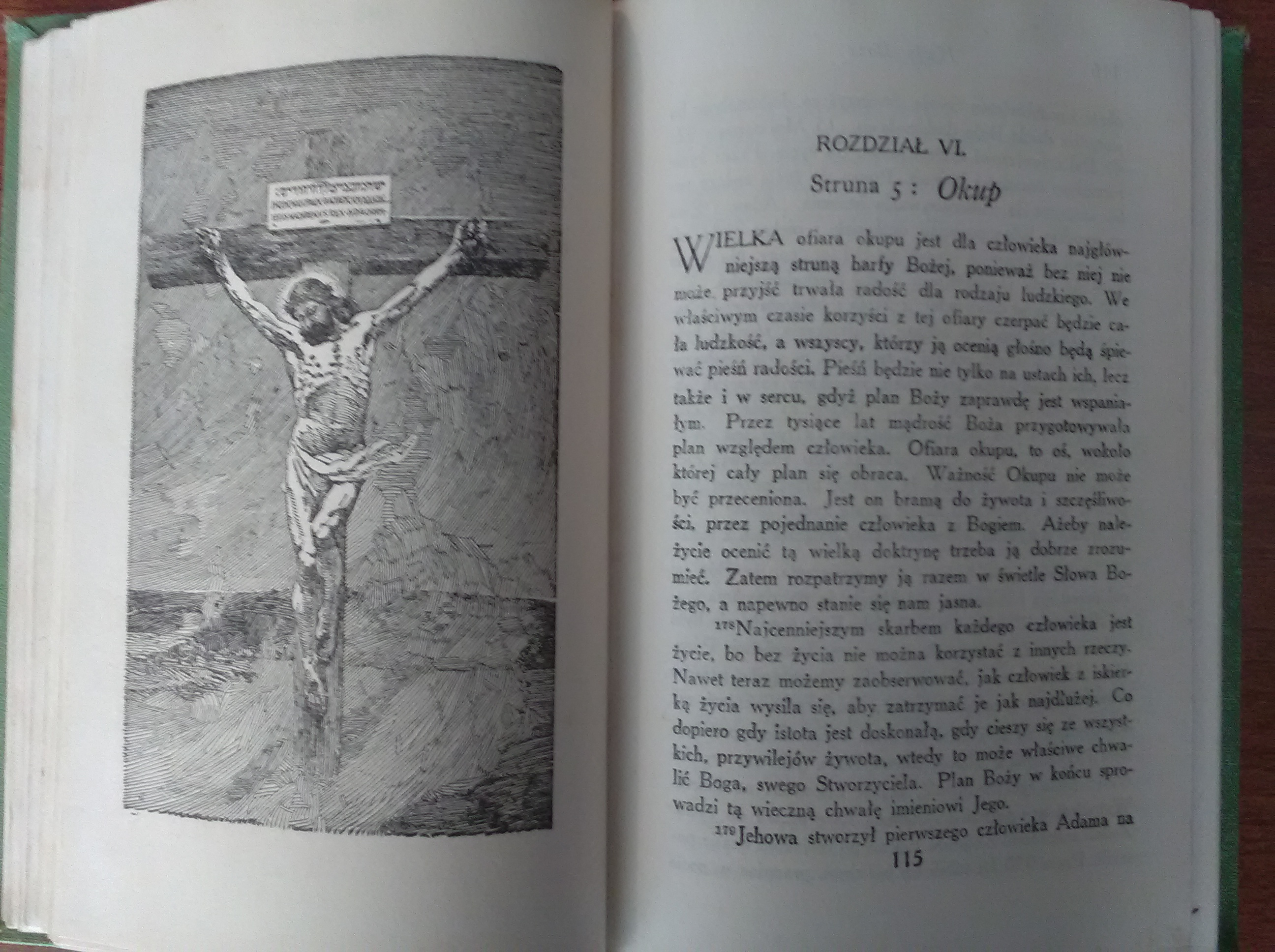
Poszczególne rozdziały książki nawiązują do strun instrumentu. Rozdział VI „Okup” poprzedza rycina przedstawiająca Jezusa Chrystusa na krzyżu, symbolu uznawanym przez Świadków Jehowy do roku 1936

Harfa Boża (ang. The Harp of God) – 382-stronicowa publikacja wydana przez Towarzystwo Strażnica w 1921 roku (w języku polskim w 1922), wydana łącznie w 36 językach w nakładzie 5 819 037 egzemplarzy. Książka została napisana przez drugiego prezesa Towarzystwa Strażnica, Josepha F. Rutherforda.
Przeznaczona była głównie dla osób zainteresowanych wierzeniami głoszonymi przez Badaczy Pisma Świętego. Towarzystwo umożliwiło jej posiadaczom tematyczne poznawanie Biblii w ramach kursu korespondencyjnego. Co tydzień przesyłano im jedną z 12 kart z pytaniami do każdego rozdziału. Karta zawierała też informacje, gdzie w książce można znaleźć odpowiedź. Na podstawie tej książki prowadzono również grupowe rozważania Biblii w domach osób zainteresowanych. Przychodzili na nie Badacze Pisma Świętego (później od 1931 roku Świadkowie Jehowy – nazwa od 1931 roku).
Tytuł nawiązuje do dziesięciu strun harfy, przyrównanych do 10 podstawowych informacji, które wtedy głoszono. Podstawowe nauki przedstawiono w kolejnych rozdziałach porównanych do dziesięciu strun harfy. Według wydawców celem opublikowania tej książki było ukazanie „wspaniałej i doskonałej harmonii różnych nauk Pisma Świętego”, przyrównanej do „przyjemnej melodii”. Podręcznik ten zawiera 11 rycin – niektóre z nich wykonano w oparciu o kolorowe przezrocza z Fotodramy stworzenia.

## Spis treści
1. Harfa Boża
2. Stworzenie
3. Okazanie Sprawiedliwości
4. Obietnica Abrahamowa
5. Narodzenie Jezusa
6. Okup
7. Zmartwychwstanie
8. Objawiona Tajemnica
9. Powrót Naszego Pana
10. Uwielbienie Kościoła
11. Przywrócenie